# Gwiazda (tarot)
Gwiazda – karta tarota należąca do Arkanów Wielkich, oznaczana numerem 17 (XVII).
Inne nazwy: Psia Gwiazda, Córka Horyzontu.

## Wygląd
Karta Gwiazda przedstawia nagą kobietę klęczącą przy sadzawce z wodą. W obu dłoniach trzyma naczynia z wodą, przy czym zawartość jednego wylewa do sadzawki, drugi zaś opróżnia, polewając wodą ziemię. Najczęściej tłem jest rozgwieżdżone niebo i zielone rośliny.

## Znaczenie
Karta jest symbolem młodości i dorastania, a także rozwoju duchowego. W położeniu prostym oznacza ład i harmonię wewnętrzną, dorastanie w niewinności, a także spotkanie właściwego partnera życiowego. Z kolei w położeniu odwróconym karta symbolizuje niepokój i nieudane życie uczuciowe.

## Galeria

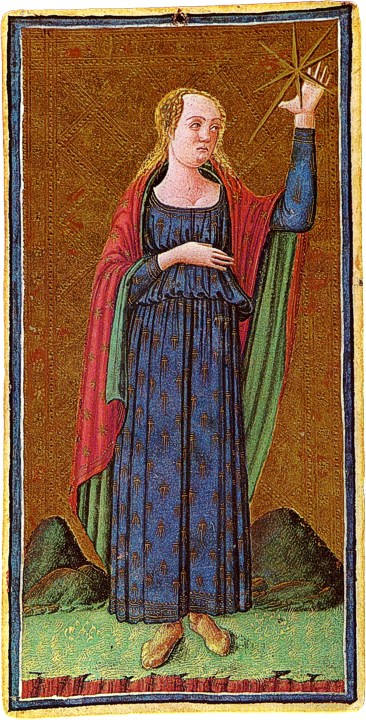
Gwiazda z talii tarota Viscontich-Sforzów ze zbiorów Pierpont Morgan-Bergamo (XV wiek) – reprodukcja.
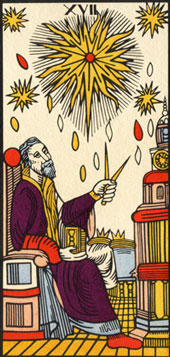
Gwiazda w talii Jacques'a Viéville'a (tarot belgijski).
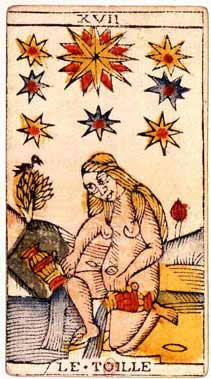
Gwiazda z talii tarota marsylskiego Jeana Dodala (XVIII wiek).